# اسما طوبی
اسما رزق طوبی (۱۹۰۵ – ۱۹۸۳) شاعر، نویسنده و فعال سیاسی فلسطینی بود.از دوران جوانی به شعر و تئاتر گرایش داشت. او به مسائل زنان علاقه‌مند بود و در نهضت‌های ملی علیه قیمومت بریتانیا شرکت می‌کرد و بسیاری از برنامه‌های رادیویی را بر روی آنتن می‌برد. شعر او با توجه به مسئلهٔ فلسطین و تجلیل از مبارزه و میهن‌پرستی متمایز بود. طوبی یکی از برجسته‌ترین فعالان فمینیستی و مبارزان ملی در دوران قیمومیت بریتانیا بر فلسطین شمرده می‌شود. در تأسیس اتحادیهٔ زنان عکا در سال ۱۹۲۹ شرکت کرد و در اواخر دوران قیمومیت بریتانیا بر فلسطین رئیس آن شد و منصب ریاست اتحادیهٔ زنان عرب در فلسطین را بر عهده گرفت. او بیشتر عمر خود را در لبنان گذراند و در همان‌جا درگذشت. او را یکی از اولین نمایشنامه‌نویسان زن فلسطینی می‌دانند.

## زندگی و پیشه
اسما رزق طوبی  در سال ۱۹۰۵ در ناصره، سنجق عکا، ولایت بیروت، امپراتوری عثمانی، متولد شد. در مدرسهٔ انگلیسی در ناصره تحصیل کرد و علاقهٔ شدیدی به یادگیری زبان داشت. به فراگیری زبان انگلیسی و یونانی از راه مطالعهٔ خصوصی ادامه داد و پس از ازدواج و نقل مکان به همراه همسرش به شهر عکا، به فراگیری قرآن پرداخت تا به زبان عربی تسلط یابد.تربیت او در محیطی ادبی بر استعداد فرهنگی او تأثیر داشت. از آنجایی که پدرش شاعر بود، معلّقات و بهترین شعرهای عربی را از او آموخت.از چهارده سالگی شروع به نوشتن - شعر و نثر - کرد و آثار ادبی خود در روزنامهٔ «فلسطین» چاپ کرد. در سال ۱۹۲۵، زمانی که او هنوز بیست ساله نشده بود، اولین نمایشنامهٔ خود را با عنوان «مرگ تزار روسیه و خانواده اش» که شامل پنج پرده بود، به صحنه برد. او به نوشته‌های تئاتری خود ادامه داد و نمایش‌نامه‌های «منشأ درخت کریسمس»، «صبر و آرامش»، «زنان و اسرار»، «شهید اخلاص»، «یک برای یک» و «قمار» را نوشت. به استثنای دو نمایش آخر که هر کدام یک پرده بود، نمایشنامه‌های باقی‌مانده او شامل سه یا چهار پرده بود و بیشتر آن‌ها روی صحنه‌های تئاتر دولتی و مدرسه‌ای اجرا می‌شد.
پس از انقلاب براق در ۱۹۲۹، «انجمن زنان عرب» در قدس تأسیس کرد. این انجمن‌ها به «هیئت‌های زنان عرب» نیز معروف بودند. او همچنین نقش برجسته‌ای در تأسیس «کمیتهٔ زنان عرب» در شهر عکا در سال ۱۹۲۹ ایفا کرد. با توسعهٔ کار زنان در دو مرحلهٔ اعتصاب و انقلاب (۱۹۳۶–۱۹۳۹)، از امور اجتماعی و بشردوستانه گرفته تا کار میدانی، نقش برجسته‌ای در جمع‌آوری کمک‌ها و تأمین پول انقلابیون و نظارت بر آموزش پرستاران و تیم‌های آمبولانس صحرایی داشت. او و یارانش از مجروحان و خانواده‌های قربانیان نیز دیدن کردند و هر آنچه در توان داشتند از قرص نانی تا درمان و دارو فراهم کردند. او یکی از اولین سخن‌پراکنان رادیویی زن در رادیو فلسطین بود که در سال ۱۹۳۶ تأسیس شد که به عنوان «اینجا قدس است» شناخته می‌شد. هنگامی که ایستگاه خاور نزدیک در یافا تأسیس شد، به آن پیوست. او همچنین مقالات خود را در بیش از یک روزنامه، به ویژه روزنامهٔ «فلسطین» که سردبیر صفحهٔ زنان آن بود، منتشر کرد.
زمانی که اتحادیهٔ زنان فلسطین در عکا تأسیس شد، طوبی در مرحلهٔ اول مسئولیت دبیرخانهٔ اتحادیه را بر عهده گرفت، سپس ریاست آن را تا زمان نکبه بر عهده داشت، او همچنین در انجمن زنان جوان مسیحی و انجمن زنان ارتدوکس جوان کار کرد.
پس از نکبت ۱۹۴۸، او با خانواده اش در بیروت ساکن شد. فعالیت خود را با پخش گفتگو در رادیو لبنان از سر گرفت و در چندین نشریه از جمله «الحیاة» و «کل شیء»، مجلهٔ هفتگی «الأحد»، ماهنامهٔ «دنیا المرأة» نوشت. برجسته‌ترین موضوعات او، فلسطین، زنان و علوم انسانی بود. در اوایل دههٔ ۱۹۶۰، او خود را وقف تهیه مشهورترین کتاب خود، «عبیر و مجد» کرد که از زمان انتشار آن در سال ۱۹۶۶ مورد توجه قرار گرفته بود.
او اشعار خود را در سال ۱۹۷۲ در کتاب «عشق بزرگ من» (به عربی: حبي الكبير) منتشر کرد که تنها کتاب شعری اوست. او دوباره به نوشتن نمایشنامه بازنگشت، بلکه تلاش خود را صرف ترجمهٔ آنچه از ادبیات می‌گزید و برای انتشار مهم می‌دانست، کرد. در سال ۱۹۷۳ نشان کنستانتین کبیر، درجهٔ افسری را دریافت کرد و یکی از اولین زنان در جهان بود که آن را دریافت نمود.
اسما طوبی در سال ۱۹۸۳ بیروت درگذشت و در آنجا به خاک سپرده شد. به او پس از مرگش، نشان قدس برای فرهنگ، هنر و ادبیات توسط سازمان آزادیبخش فلسطین در ژانویه ۱۹۹۰ اعطا شد.

## زندگی شخصی
شوهر او الیاس نیکولا طوبی و دخترخواندهٔ آن دو، سلوا نام داشت.

## آثار
از جمله مجموعه‌های شعر او:
- حبي الكبير

نمایش‌نامه‌ها:
- أصل شجرة عيد الميلاد
- مصرع قيصر روسيا وعائلته: عکا، ۱۹۲۵.
- صبر وفرج
- شهيدة الإخلاص

پژوهش‌ها و دیگر آثار:
- الفتاة وكيف أريدها: مجموعه مقالات، عکا، ۱۹۴۳
- المرأة العربية في فلسطين
- أحاديث من القلب: مجموعه مقالات، بیروت، ۱۹۵۵.
- على مذبح التضحية: دو جزء، عکا، ۱۹۴۶.
- عبير ومجد: مجموعه مقالات، بیروت، ۱۹۶۶.
- نفحات عطر: مجموعه مقالات، بیروت، ۱۹۷۵.

ترجمه‌ها:
- في الطريق معه
- الإبن الضال: رمان انگلیسی از هول کین، عکا، ۱۹۴۶.
- الدنيا حكايات: حکایت ترجمه‌شده از انگلیسی، بیروت.
- في الطريق معه: ترجمهٔ خلاصه‌شده از انگلیسی، بیروت، ۱۹۶۰.

## یادداشت
1. ↑  طوبی نه طوبیٰ